# 琉球鈍塘鱧
琉球鈍塘鱧（学名：Amblyeleotris masuii），为輻鰭魚綱鰕虎鱼目鰕虎亞目鰕虎魚科鈍塘鱧屬的其中一種，分布於西南太平洋的琉球群島海域，為特有種，體長可達11公分，為底棲性魚類，深度可達40公尺，棲息在砂石底質的海域，與槍蝦共生。

## 扩展阅读
維基物種上的相關：琉球鈍塘鱧